# صموئيل مايرون برينرد
صموئيل مايرون برينرد هو محامي وسياسي أمريكي، ولد في 13 نوفمبر 1842 في ألبيون في الولايات المتحدة، وتوفي في 21 نوفمبر 1898. نشط حزبياً في الحزب الجمهوري. وقد انتخب عضو مجلس النواب الأمريكي ‏.